# Нікозія
Нікозія (італ. Nicosia, сиц. Nicusìa) — муніципалітет в Італії, у регіоні Сицилія,  провінція Енна.
Нікозія розташована на відстані близько 490 км на південь від Рима, 100 км на південний схід від Палермо, 24 км на північний схід від Енни.
Населення — 14 037 осіб (2014).

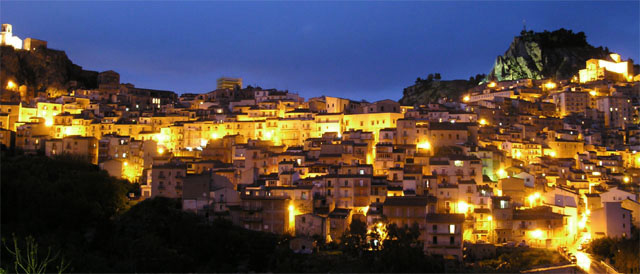

Щорічний фестиваль відбувається 6 грудня / 21-23 жовтня. Покровитель — святий Миколай da Bari.

## Демографія
Населення за роками:

Станом на 1 січня 2023 року в муніципалітеті офіційно проживало 147 іноземців з 25 країн, серед них 107 громадян країн Євросоюзу та 3 громадяни України.

## Сусідні муніципалітети
- Калашибетта
- Кастель-ді-Лучіо
- Черамі
- Гальяно-Кастельферрато
- Ганджі
- Джерачі-Сікуло
- Леонфорте
- Містретта
- Ніссорія
- Сперлінга
- Аджира